# 亚历山大·斯波茨伍德
亚历山大·斯波茨伍德（Alexander Spotswood，1676年12月12日—1740年6月6日）是一位英国陆军中校，曾担任弗吉尼亚殖民地总督。他曾在北美大陆上进行探险，开拓了蓝岭山脉以外的殖民地。此外也因筹划逮捕黑胡子而知名。

## 生平
他在1676年左右出生于英国治下的摩洛哥丹吉尔，曾祖父是圣安德鲁斯大主教约翰·斯波茨伍德（1565–1639）。1698年参军，1703年升为中校。1710年得第一代奧克尼伯爵喬治·道格拉斯-漢密爾頓推荐担任弗吉尼亚殖民地总督。1714年建立日耳曼尼亚（Germanna）殖民地。1716年领导金马蹄远征队（Knights of the Golden Horseshoe Expedition）探索了拉帕汉诺克河河谷及蓝岭山脉以外的地区。1724-1725年间年他回到伦敦与安娜·布雷尼（Anne Butler Brayne）结婚。婚后又回到美洲殖民地。1740年死于安纳波利斯。
威廉和玛丽学院的斯波茨伍德堂（Spotswood Hall）是为了纪念他而建造的。

## 扩展阅读
- Morgan, Gwenda. .  線上版. 牛津大學出版社. 2008 [2004]. doi:10.1093/ref:odnb/26164. 需要订阅或英国公共图书馆会员资格